# Manuel Contreras
Juan Manuel Guillermo Contreras Sepúlveda (Santiago del Cile, 4 maggio 1929 – Santiago del Cile, 7 agosto 2015) è stato un generale, agente segreto e criminale cileno.
È stato a capo della DINA, il servizio segreto di Augusto Pinochet, e per questo uno dei più importanti e temuti personaggi nel Cile della dittatura militare. Partecipò attivamente all'Operazione Condor, cooperando con la CIA e con l'agente segreto statunitense Michael Townley.

## Biografia

### Nell'Operazione Condor
Dal 1973 al 1977, diresse l'agenzia le coperture internazionali dei servizi segreti cileni, atte ad assassinare gli oppositori politici al regime. Sulla base del responso sulle attività della CIA in Cile, vengono attestati i continui contatti tra l'intelligence statunitense e Contreras, tra il 1974 ed il 1977, ed innumerevoli serie di violazioni dei diritti umani. Contreras si appoggiò alla C.I.A. per organizzare l'assassinio di Orlando Letelier, avvenuto a Washington nel 1976, altrimenti impossibile da compiere in suolo americano. Dopo l'assassinio di Letelier le asperità tra Pinochet e Contreras crebbero a dismisura. Il dipartimento di intelligence cileno da lui diretto, la DINA, nel 1977 fu chiuso, per esser sostituito da un nuovo ente, parzialmente riformato. Nel 1979, Contreras fuoriuscì dall'esercito, dopo un breve periodo in cui ricoprì il ruolo di generale.

### Processi e condanne
Come capo della DINA negli anni più efferati del regime di Pinochet, Contreras è sicuramente responsabile dello sterminio di centinaia, o forse migliaia, di persone. Ma le condanne a lui ascritte sono solo quelle inerenti agli omicidi che sono più palesemente ed esemplificativamente dimostrabili, stabiliti sulla base di responsabilità provate, grazie alla declassificazione di documenti segreti e alle testimonianze di persone coinvolte.

#### Per l'omicidio di Orlando Letelier
Nel 1993 fu riconosciuto da una corte cilena come uno dei mandanti dell'omicidio di Orlando Letelier, e fu condannato a 7 anni di reclusione. Fuggì alla giustizia cilena nascondendosi nel sud del paese, presso un reggimento militare e poi in un ospedale. Fu catturato e imprigionato in un carcere militare, ove scontò la sua pena fino al 2001. In quell'anno venne posto agli arresti domiciliari e poi rilasciato.

#### Per l'omicidio di Victor Olea Alegria e di Carlos Prats
Nel maggio 2002 fu riconosciuto colpevole per l'assassinio del leader socialista Victor Olea Alegria, e, da una corte argentina, per l'omicidio del generale Carlos Prats e di sua moglie, avvenuto a Buenos Aires nel 1974. L'Argentina ha chiesto a tal proposito un'estradizione, che non è però stata concessa.

#### Per l'assassinio dei desaparecidos
Il 13 maggio 2005 egli sottoscrisse un documento, davanti alla corte di giustizia cilena, in cui confessava la sua responsabilità nella sparizione e omicidio di almeno 580 persone. Asserì inoltre che tutti gli ordini di sequestro, tortura e assassinio venivano direttamente da Pinochet. Riferì in seguito dei rapporti tra Pinochet, la C.I.A., la DINA, l'agente segreto Michael Townley e l'organizzazione di estrema destra cilena Patria y Libertad, tutti a vario titolo coinvolti nello sterminio dei desaparecidos, e negli attentati mirati all'estero.